# Mark Beaumont
 (septembre 2017).
Si vous disposez d'ouvrages ou d'articles de référence ou si vous connaissez des sites web de qualité traitant du thème abordé ici, merci de compléter l'article en donnant les références utiles à sa vérifiabilité et en les liant à la section « Notes et références ».
Ne doit pas être confondu avec Marc Beaumont (cyclisme) ou Marc Beaumont.
Mark Ian Macleod Beaumont est un cycliste recordman, aventurier, réalisateur de documentaires et auteur écossais né le 1er janvier 1983. Il est connu pour être l'actuel détenteur du record du monde du tour du monde à bicyclette, réalisé en 78 jours.

## Biographie

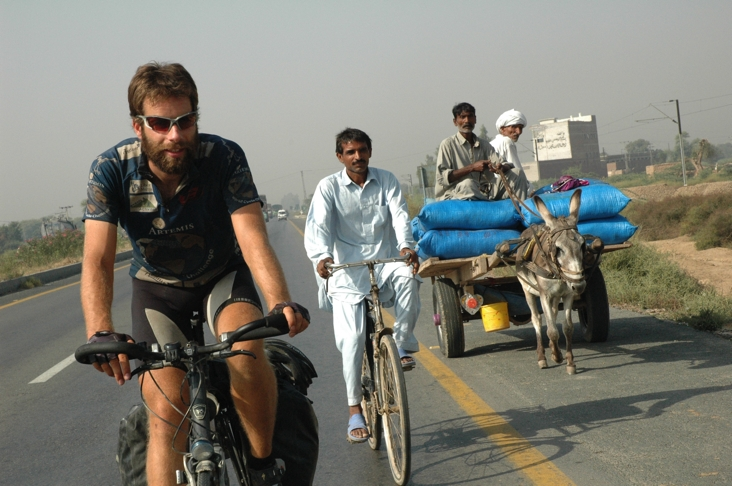
Mark Beaumont